# Шинкотіг (Вірджинія)
Шинкотіг (англ. Chincoteague) — місто (англ. town) в США, в окрузі Аккомак штату Вірджинія. Населення — 3344 особи (2020).

## Географія
Шинкотіг розташований за координатами 37°56′57″ пн. ш. 75°21′12″ зх. д. / 37.94917° пн. ш. 75.35333° зх. д. (37.949247, -75.353323).  За даними Бюро перепису населення США в 2010 році місто мало площу 96,68 км², з яких 23,61 км² — суходіл та 73,08 км² — водойми.

### Клімат
| Клімат : Шинкотіг            | Клімат : Шинкотіг | Клімат : Шинкотіг | Клімат : Шинкотіг | Клімат : Шинкотіг | Клімат : Шинкотіг | Клімат : Шинкотіг | Клімат : Шинкотіг | Клімат : Шинкотіг | Клімат : Шинкотіг | Клімат : Шинкотіг | Клімат : Шинкотіг | Клімат : Шинкотіг | Клімат : Шинкотіг |
| Показник                     | Січ.              | Лют.              | Бер.              | Квіт.             | Трав.             | Черв.             | Лип.              | Серп.             | Вер.              | Жовт.             | Лист.             | Груд.             | Рік               |
| Абсолютний максимум, °C      | 26,1              | 26,1              | 30,0              | 33,9              | 35,6              | 37,8              | 38,9              | 37,8              | 35,6              | 32,8              | 27,8              | 25,6              | 38,9              |
| Середній максимум, °C        | 7,2               | 7,8               | 11,7              | 16,7              | 21,1              | 26,1              | 28,9              | 28,3              | 25,6              | 20,0              | 14,4              | 9,4               | 18,2              |
| Середній мінімум, °C         | −2,2              | −1,1              | 2,2               | 7,2               | 12,2              | 17,2              | 20,0              | 19,4              | 16,1              | 10,0              | 4,4               | 0,0               | 8,8               |
| Абсолютний мінімум, °C       | −17,8             | −17,2             | −10               | −2,8              | 2,8               | 6,1               | 11,7              | 8,9               | 6,1               | −1,7              | −7,2              | −15,6             | −17,8             |
| Норма опадів, мм             | 90                | 82                | 101               | 72                | 86                | 76                | 93                | 100               | 91                | 77                | 70                | 81                | 1019              |
| ---------------------------- | ----------------- | ----------------- | ----------------- | ----------------- | ----------------- | ----------------- | ----------------- | ----------------- | ----------------- | ----------------- | ----------------- | ----------------- | ----------------- |
| Джерело: The Weather Channel |                   |                   |                   |                   |                   |                   |                   |                   |                   |                   |                   |                   |                   |

## Демографія
Згідно з переписом 2010 року, у місті мешкала 2941 особа в 1417 домогосподарствах у складі 867 родин. Густота населення становила 30 осіб/км².  Було 4517 помешкань (47/км²).
Расовий склад населення:
| - 95,3 % — білих - 0,8 % — чорних або афроамериканців - 0,6 % — азіатів - 0,3 % — корінних американців |

До двох чи більше рас належало 2,8 %. Частка іспаномовних становила 1,7 % від усіх жителів.
За віковим діапазоном населення розподілялося таким чином: 15,4 % — особи молодші 18 років, 57,3 % — особи у віці 18—64 років, 27,3 % — особи у віці 65 років та старші. Медіана віку мешканця становила 52,0 року. На 100 осіб жіночої статі у місті припадало 97,6 чоловіків;  на 100 жінок у віці від 18 років та старших — 92,9 чоловіків також старших 18 років.
Середній дохід на одне домашнє господарство  становив 65 274 долари США (медіана — 47 438), а середній дохід на одну сім'ю — 82 136 доларів (медіана — 69 088). Медіана доходів становила 39 957 доларів для чоловіків та 35 967 доларів для жінок. За межею бідності перебувало 9,5 % осіб, у тому числі 12,4 % дітей у віці до 18 років та 2,2 % осіб у віці 65 років та старших.
Цивільне працевлаштоване населення становило 1331 осіб. Основні галузі зайнятості: мистецтво, розваги та відпочинок — 29,5 %, освіта, охорона здоров'я та соціальна допомога — 15,4 %, науковці, спеціалісти, менеджери — 14,0 %.